# Meister des Registrum Gregorii

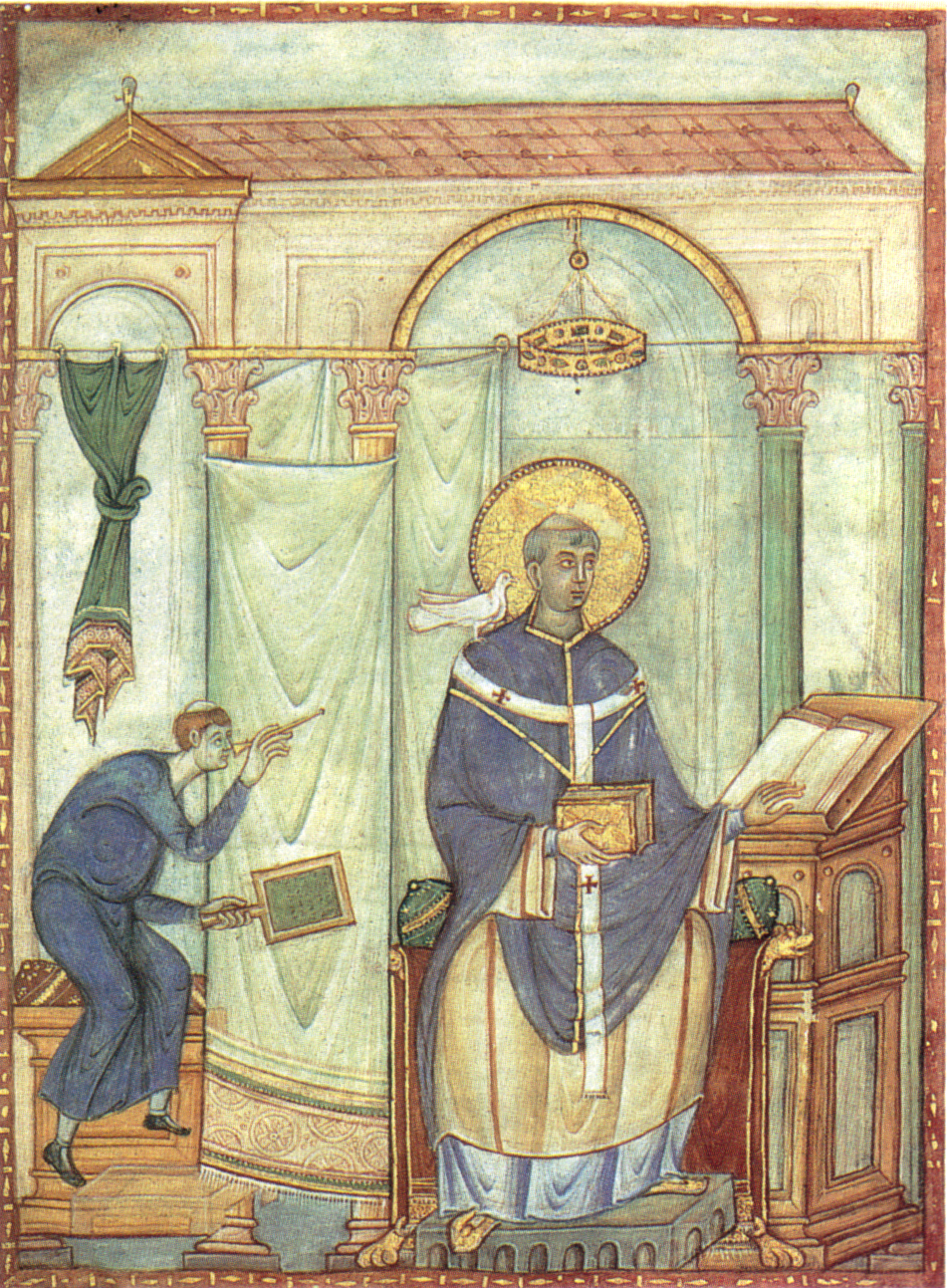
Gregormeister: Gregor diktiert („Gregorblatt“), um 985. Trier, Stadtbibliothek

Der Meister des Registrum Gregorii, Registrummeister oder Gregormeister war ein namentlich nicht bekannter ottonischer Buchmaler, der unter dem kunstsinnigen Erzbischof Egbert von Trier (977–993) in Trier wirkte. Seinen Notnamen erhielt er von Arthur Haseloff nach einem einzelnen Blatt (Trier, Stadtbibliothek, Hs. 171/1626), das Papst Gregor I. zeigt. Der Kunsthistoriker Franz J. Ronig, ehemaliger Kustos des Trierer Domschatzes, urteilte über ihn: „Seine künstlerische Richtung, sein Stil und schließlich seine Begabung sind in der Buchmalerei der Egbertzeit einzigdastehend.“

## Das Werk
Das Gregorblatt, nach dem der Meister des Registrum Gregorii seinen Namen erhielt, gehörte wahrscheinlich zu einer Handschrift der Briefe dieses Papstes (Registrum Gregorii), zu der noch ein Doppelblatt mit einem Widmungsgedicht Bischofs Egbert von Triers und dem Titel der Handschrift (Trier, Stadtbibliothek, Hs. 171/1626a) und ein Thronbild Ottos II. (Chantilly, Musée Condé, Ms. 14 bis) gehörten, die ebenfalls dem Meister des Registrum Gregorii zugeschrieben werden. Ein 37 Blatt Pergament umfassendes Textfragment der Handschrift ist ebenfalls in Trier erhalten, an diesem war der Registrummeister nicht beteiligt.
Auf dem Blatt sitzt Gregor unter einer Säulenarchitektur an einem Lesepult und diktiert einem Schreiber, der durch einen Vorhang von ihm getrennt ist. Der Schreiber, der seine Worte auf einem Wachstäfelchen notiert, sticht mit seinem Schreibgriffel ein Loch in den Vorhang, um zu sehen, wie die Taube des Heiligen Geistes dem Heiligen die Worte ins Ohr flüstert. So wird gezeigt, dass Papst Gregor genauso wie die Evangelisten vom Heiligen Geist inspiriert ist.
Weitere dem Meister des Registrum Gregorii zugeschriebene Werke sind:
- ein Sakramentar aus Trier (Chantilly, Musée Condé, Ms. 40, ex. 1447),
- die Überarbeitung und Verzierung eines im frühen 9. Jahrhundert in Tours geschriebenen Evangeliars (Prag, Kloster Strahov, Ms. DF III 3),
- sieben Miniaturen des Codex Egberti (Trier, Stadtbibliothek, Ms. 24),[2]
- Schrift und Miniaturen im Evangeliar der Sainte Chapelle (Paris, Bibliothèque Nationale, Lat. 8851),
- Initialzierseiten und Rahmen in einem Trierer Sakramentar (Paris, Bibliothèque Nationale, Lat. 10501),
- die Prologseite, eine Initialzierseite und die erste Textseite im Kleinen Psalter Egberts (Trier, Stadtbibliothek, Ms. 7/9),
- der Buchschmuck in einem aus Trier stammenden Evangeliar (Manchester, John Rylands Library, Ms. 98),
- ein Einzelblatt mit dem Evangelisten Markus (Bibliothek des Priesterseminars St. Peter im Schwarzwald),
- ein Einzelblatt mit einer Darstellung des heiligen Willibrord (Paris, Bibliothèque Nationale, Lat. 10510)
- ein Einzelblatt mit einer Verkündigung (Würzburg, Universitätsbibliothek, M.p.th.q.4a),
- der malerische Schmuck der sogenannten Heiratsurkunde der Kaiserin Theophanu,[3] wobei einige dieser Zuschreibungen umstritten sind.

Weitere Werke werden aus stilverwandten Werken erschlossen, so gilt die (vielleicht aus Lorsch stammende) Handschrift London, British Library, Harl. 2970 als Kopie eines verlorenen Werks. Eine weitere Handschrift befand sich nach Hartmut Hoffmann im 12. Jahrhundert in Italien, wo sie in einem Evangeliar (Firenze, Biblioteca Medicea Laurenziana, Acquisiti e Doni 91) rezipiert wurde.

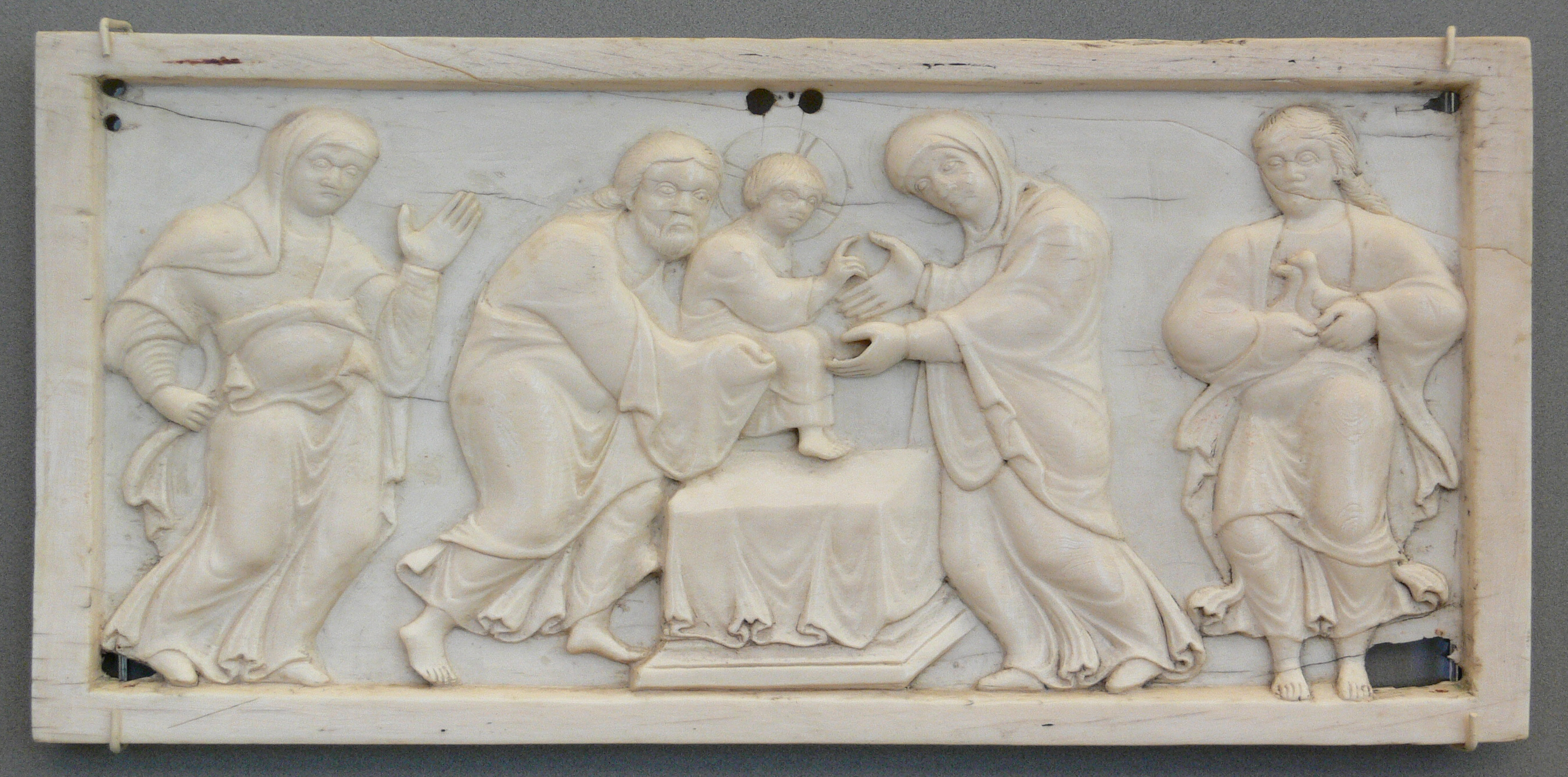
Bode-Museum Berlin, Inv. 2848: Die Darbringung Jesu im Tempel, von Carl Nordenfalk dem Meister des Registrum Gregorii zugeschrieben

Diskutiert wird, ob der Meister des Registrum Gregorii auch andere Handwerke ausübte, etwa das des Goldschmiedes oder das des Elfenbeinschnitzers. Auf mehreren Werken aus der Goldschmiedewerkstatt Egberts befinden sich Emails, die große Ähnlichkeit zur Malerei des Gregormeisters aufweisen, etwa am Egbert-Schrein, dessen Evangelistensymbole Gemeinsamkeiten mit denen des Strahov-Evangeliars aufweisen. Auch sein gekonnter Umgang mit Blattgold als Bestandteil von Miniaturen wäre durch eine Ausbildung als Goldschmied zu erklären. Carl Nordenfalk nahm an, dass der Registrummeister auch als Elfenbeinschnitzer tätig gewesen sei, und schrieb ihm ein den Hl. Nazarinus zeigendes Elfenbein in Hannover, eine Madonna im Mainzer Altertumsmuseum sowie eine Darbringung im Tempel des Bodemuseums zu.

## Malstil

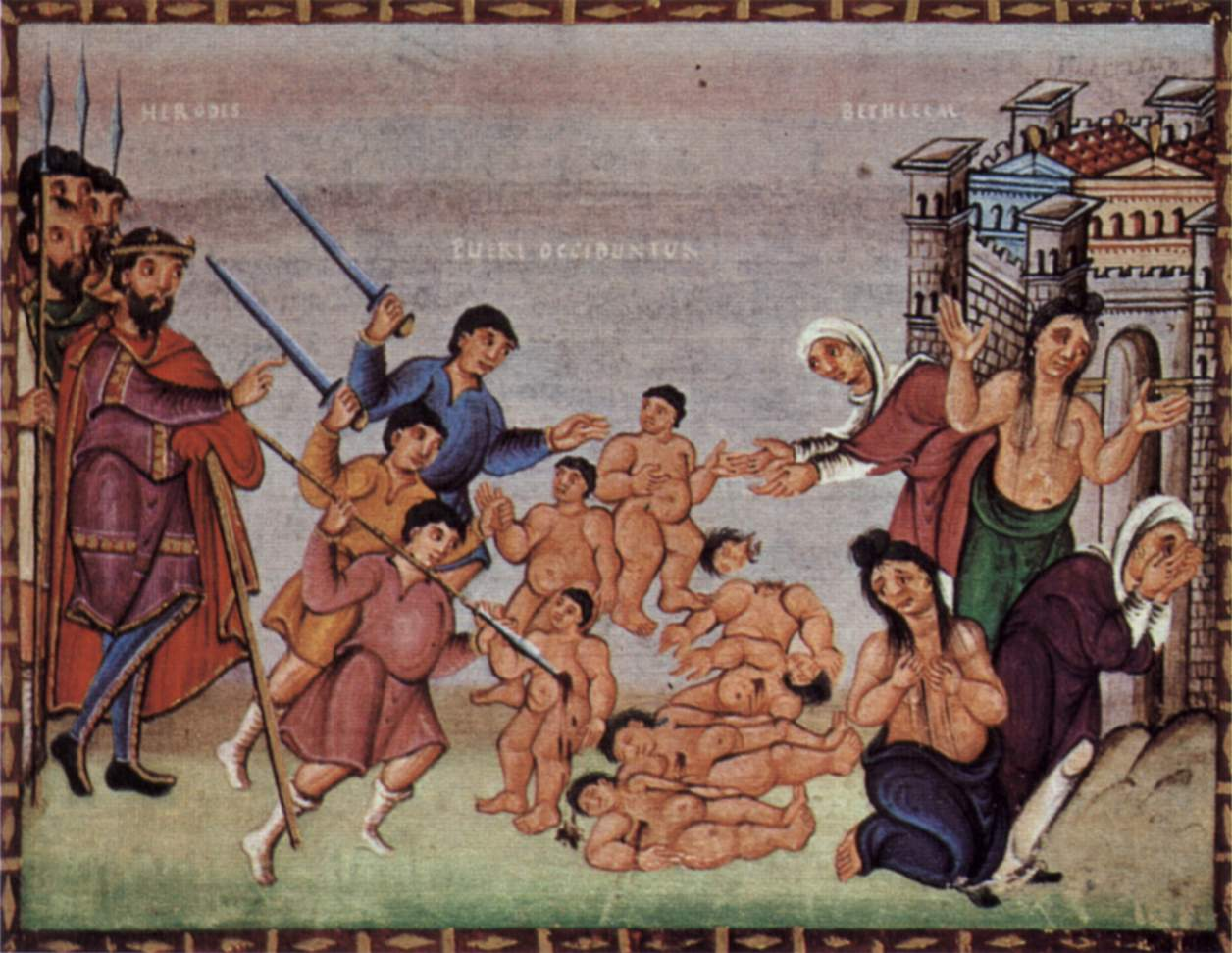
Codex Egberti, fol. 15v, der Kindermord in Betlehem, gehört vermutlich zu den frühesten Werken des Meisters des Registrum Gregorii

Adolph Goldschmidt charakterisierte den Stil des Meisters des Registrum Gregorii in seinem Werk über die ottonische Buchmalerei:

„Die ganze, mutmaßlich in Trier zu lokalisierende Gruppe zeichnet sich durch eine vornehme Ruhe aus, die Umrisse sind lang hingezogen in gleichmäßig verlaufenden Kurven, die Modellierung vollzieht sich in sanfter Rundung ohne energische Gegensätze von Licht und Schatten, die Färbung ist im Einklang damit hell, zuweilen fast blaß wirkend. Die Gesten sind zurückhaltend, und der Ausdruck der Köpfe ohne stärkere Bewegung, aber von gleichmäßiger Schönheit. Auch die Architektur zeigt eine gewisse Reinheit der Linien und eine verhältnismäßig richtige Perspektive. Dazu gesellt sich eine Abgewogenheit der Komposition, die schon bei den bewegten Szenen des Egbertcodex zum Ausdruck kommt. Dies offenbart eine klassizistische Gesinnung, die von Vorbildern antiker oder antikisierender Herkunft eingegeben ist, sich aber doch mit keinen derartigen Vorbild wirklich deckt, sondern eine selbstständige, aus der neuen Zeit erwachsende Künstlerpersönlichkeit verrät.“

Motivisch griff der Meister des Registrum Gregorii auf die touronische karolingische Buchmalerei zurück, aber auch auf antikes Formengut. Seine Initialen stehen der sogenannten Eburnat-Gruppe der Reichenauer Buchmalerei nahe. Die Dachkonstruktion des Gregorblattes folgt nach Holger Simon ebenfalls einem Vorbild aus dieser Gruppe, nämlich dem Dedikationsbild des Gero-Codex. In einigen Fällen sind auch andere Vorlagen erkannt worden. So ließ sich der Meister des Registrum Gregorii beim Malen von Kapitellen in Architekturdarstellungen von antiken Kapitellen inspirieren. Für die Tierdarstellungen der Heiratsurkunde der Kaiserin Theophanu wies Hoffmann auf einen sassanidischen Silberteller des 5. Jahrhunderts hin.

## Zur Maltechnik
Eine kunsttechnologische Untersuchung des Codex Egberti erlaubte Einblicke in die malerische Technik des Meisters. So benutzte in der Handschrift nur der Meister des Registrum Gregorii den Blaufarbstoff Azurit, den die übrigen Buchmaler der Handschrift nicht verwendeten. Auch war er der einzige der beteiligten Maler, der in den Vorzeichnungen mit Lavierungen arbeitete. Besonders auffällig sind die Abweichung in der eigentlichen Maltechnik. Der Meister des Registrum Gregorii malte nach der Vorzeichnung zunächst den Bildhintergrund, sparte aber die Linien der Vorzeichnung nicht wie üblich aus, so dass Teile der Darstellung auf die Farbschichten des Hintergrundes gemalt werden mussten. Bei einigen Miniaturen des Egbertcodex überdeckte er die Vorzeichnungen sogar vollständig mit der Hintergrundfarbe. Diese Arbeitsweise ist dadurch problematisch, dass die dicken Malschichten bei der Benutzung der Handschriften durch Umschlagen der Seiten leicht beschädigt wurden, im Egbertcodex waren die Zeichnungen des Meisters des Registrum Gregorii stärker geschädigt als die der übrigen Zeichner. Spätere Werke des Meisters des Registrum Gregorii wie das Gregorblatt weisen diese durchgängigen Hintergründe nicht mehr auf, Oltrogge hält es für möglich, dass der Gregormeister keine eigentliche Ausbildung als Buchmaler hatte.
Eine weitere Besonderheit des Meisters des Registrum Gregorii ist, dass dieser für goldene Flächen oftmals Blattgold verwendete, das nach Fertigstellung der gemalten Teile aufgetragen wurde. Dabei wurde das Gold vorher in Form geschnitten und mit Bindemittel aufgeklebt. Diese Technik verwendete er neben dem Codex Egbertii auch im Evangeliar in Strahov sowie in den Einzelblättern aus dem Registrum Gregorii sowie in dem Einzelblatt mit dem Evangelisten Markus.

## Wirkung

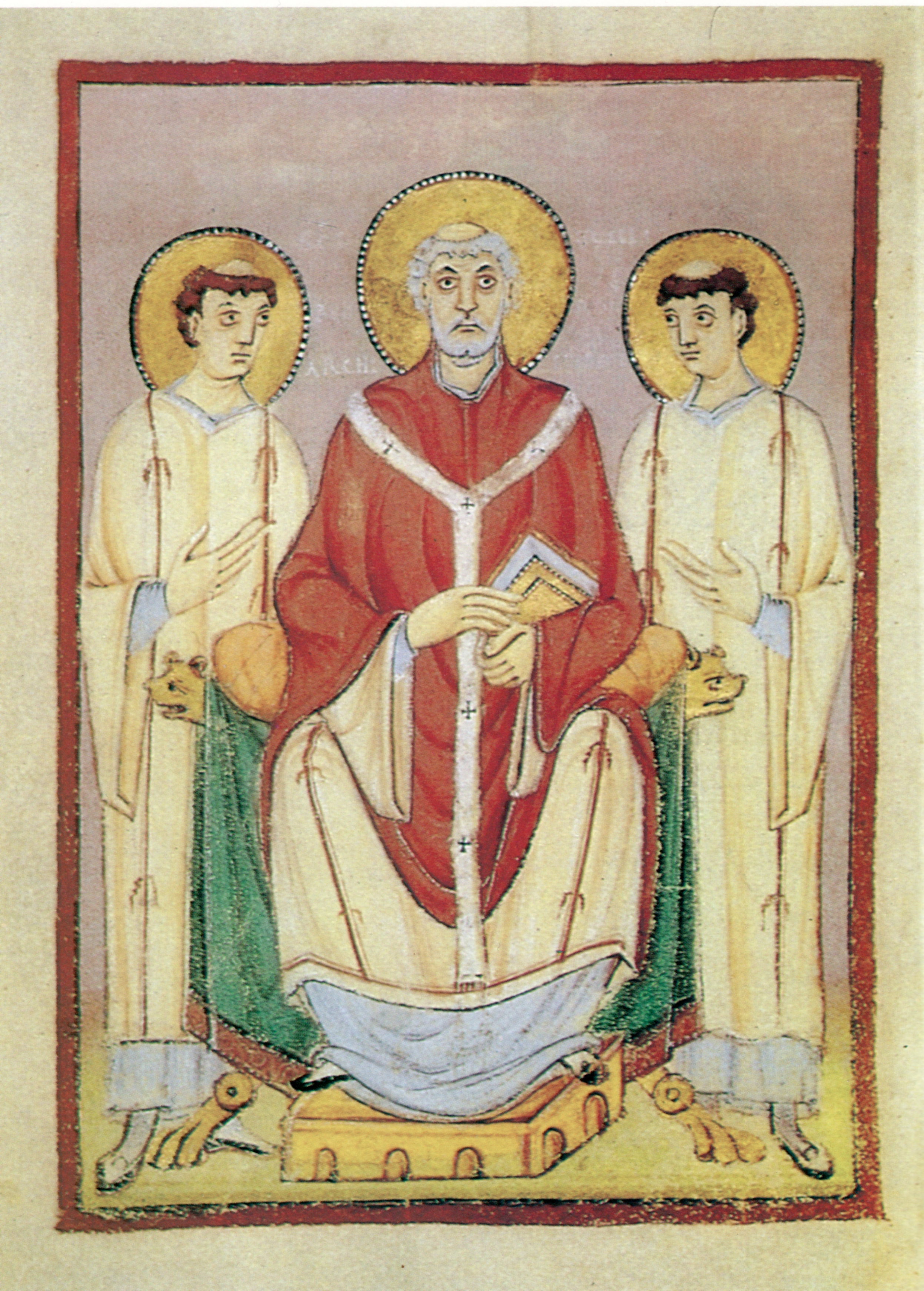
Das Einzelblatt mit dem heiligen Willibrord ist auf der Rückseite vom Meister des Registrum Gregorii beschrieben, ob er auch der Maler war, ist umstritten. Das Blatt wurde im 11. Jahrhundert in ein in Echternach geschriebenes Tropar eingebunden.

Der Meister des Registrum Gregorii beeinflusste die zeitgleiche Reichenauer Buchmalerei, wobei Carl Nordenfalk annimmt, dass er sich in der Zeit der politischen Wirren nach dem Tod Ottos II., in der sich sein Förderer, Bischof Egbert, dem nach der Macht strebenden Heinrich dem Zänker anschloss, in das Kloster Reichenau zurückzog. Am Codex Egberti, der in diese Zeit datiert wird, arbeitete der Meister des Registrum Gregorii mit Reichenauer Malern und Schreibern zusammen. Auch beim Evangeliar der Sainte-Chapelle, das nach einer umstrittenen These als Geschenk Egberts an Heinrich zu dessen Krönung geplant war, finden sich an einer Kanontafel typische Figuren der Reichenau, umgekehrt setzen die späteren Reichenauer Herrscherbilder das Bild Kaiser Ottos aus dem Registrum Gregorii voraus. Das sich heute in Manchester befindende Evangeliar beeinflusste die ottonische Buchmalerei in Köln, wo seine heute verlorenen Evangelistenbilder im 3. Viertel des 11. Jahrhunderts in einer Evangeliarhandschrift (Württembergische Landesbibliothek, Bibl. fol. 21) kopiert wurden. Seine Malerei beeinflusste auch die Buchmalerei des Klosters Echternach im 11. Jahrhundert und die maasländische Buchmalerei.

## Identifikationsversuche
Carl Nordenfalk schlug vor, den Meister des Registrum Gregorii mit Johannes Italicus zu identifizieren, der 996 von Kaiser Otto III. aus Italien nach Aachen gerufen wurde, um dort den Aachener Dom auszumalen. Hartmut Hoffmann lehnte diesen Vorschlag ab, da der Meister des Registrum Gregorii 996 bereits seit langem nördlich der Alpen aktiv gewesen wäre und nichts in seinem Werk auf eine italienische Herkunft deute.
Theodor K. Kempf, Direktor des Trierer Diözesanmuseums, schlug vor, den Meister des Registrum Gregorii mit Benna, Erzieher der heiligen Edith und Schöpfer des Benna-Kreuzes des Mainzer Doms zu identifizieren. Auch diese Identifikation konnte sich nicht durchsetzen, da Benna zu Beginn der Trierer Wirkungszeit des Meisters des Registrum Gregorii in Wessex war und von ihm auch keine Tätigkeit als Buchmaler überliefert ist.